# Robert Miles Sloman

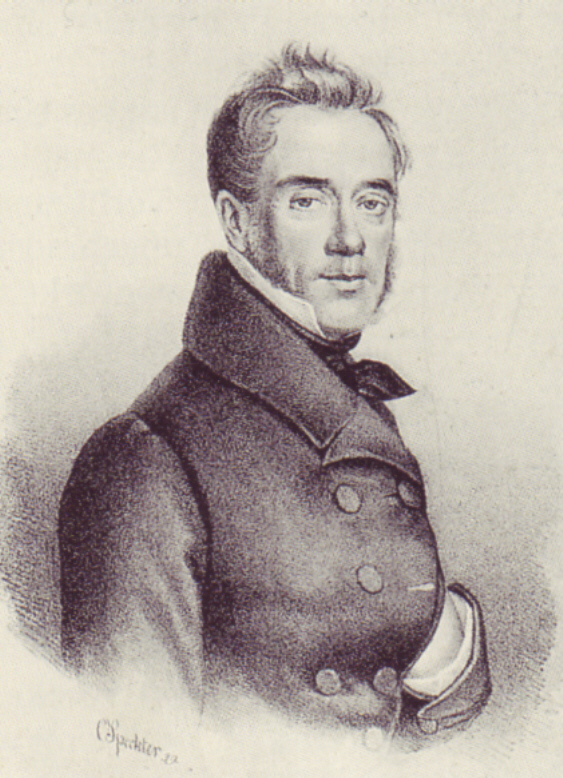
Robert Miles Sloman im Jahre 1839

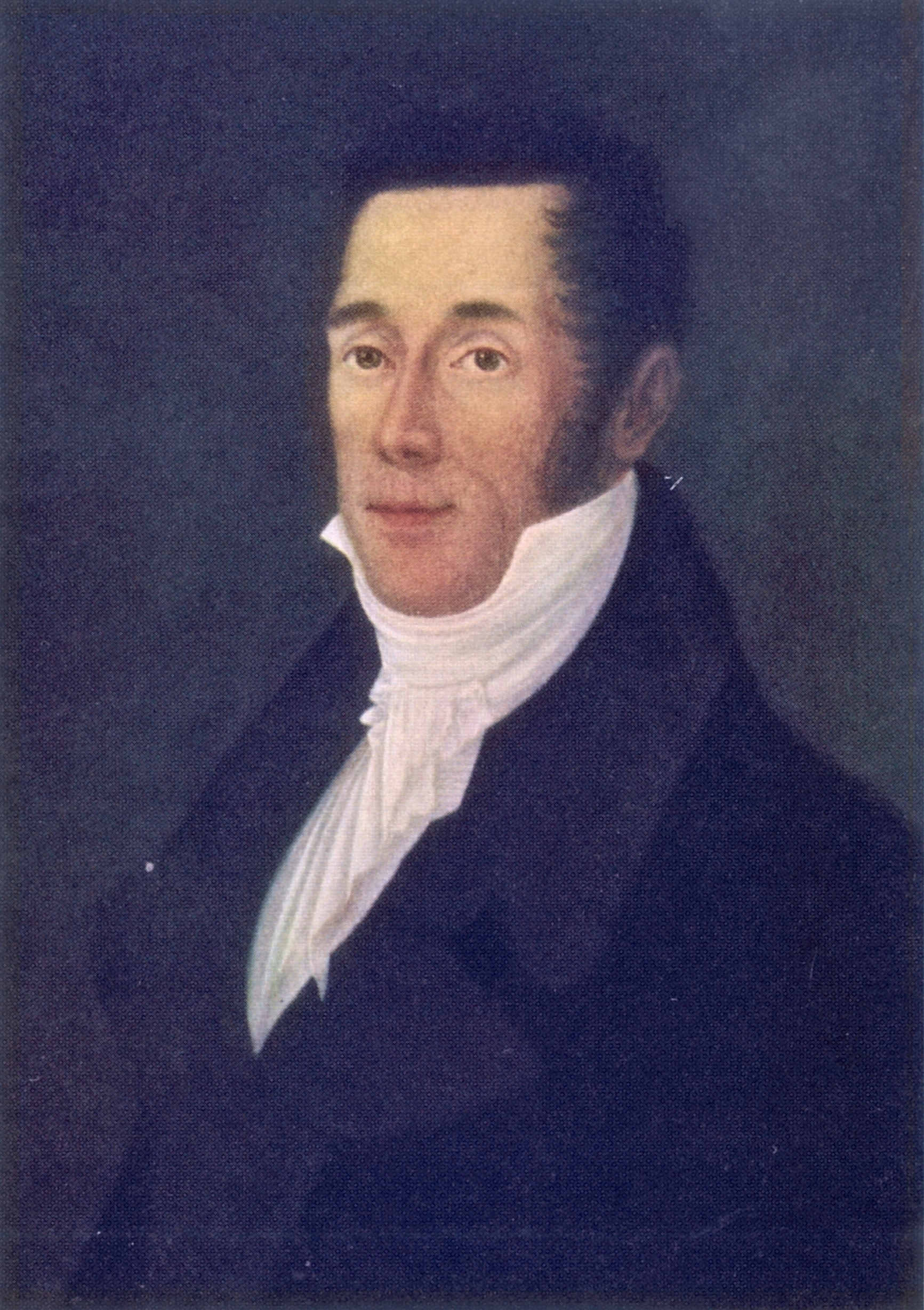
Porträtgemälde aus dem 19. Jahrhundert

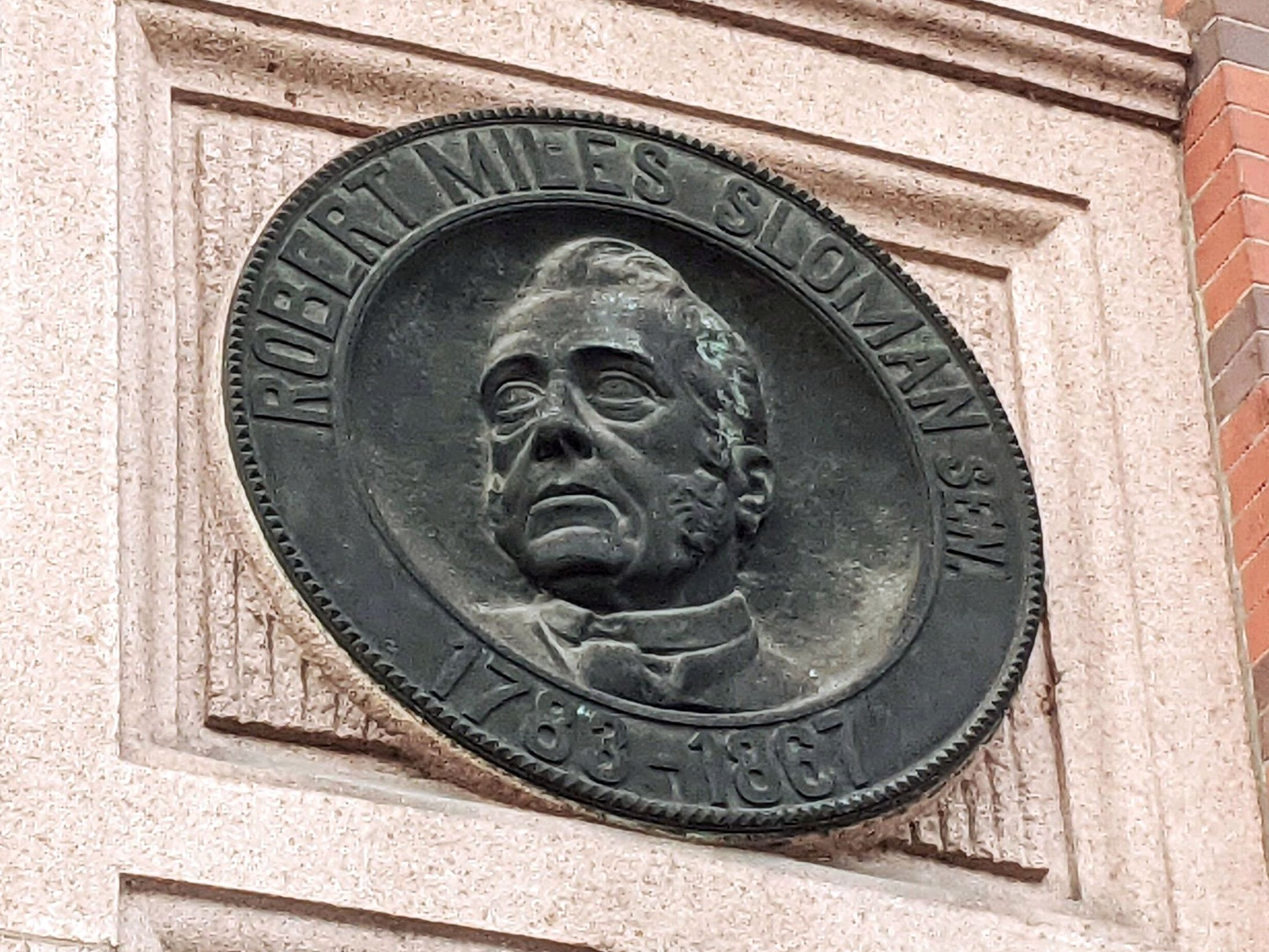
Portraitmedaillon am Slomanhaus in Hamburg

Robert Miles Sloman (* 23. Oktober 1783 in Great Yarmouth; † 2. Januar 1867 in Hamburg) war ein englisch-deutscher Reeder.

## Leben
Robert Miles Sloman war der Sohn von William Sloman (1744–1800) und Margaret Maria Miles (1749–1828). Er führte den Geburtsnamen seiner Mutter als Mittelnamen.
William Sloman war 1791 nach Hamburg übersiedelt und hatte 1793 eine kleine Reederei gegründet, die unter dem Namen Rob. M. Sloman & Co. oHG zu den ältesten bestehenden Reedereien Deutschlands gehört.
Nachdem Robert Sloman die Reederei von seinem Vater übernommen hatte, baute er den Bestand an Schiffen und die Anzahl der bedienten Schifffahrtslinien erheblich aus. Anfangs befasste die Reederei sich ausschließlich mit den angestammten Fahrten von und nach England, in der Folgezeit kamen Verbindungen in alle Welt hinzu, dabei rückte New York als Zielhafen in den Vordergrund. Am 17. Februar 1836 eröffnete die Reederei Sloman mit der Bark Franklin den Liniendienst nach New York, damit wurde die erste regelmäßige transatlantische Verkehrsverbindung eingerichtet.
Am 8. Mai 1841 übernahm die von Sloman und acht weiteren Reedern gegründete Hanseatische Dampfschiffahrts-Gesellschaft zwei in England gebaute Raddampfer, die Hamburg sowie die Manchester, mit denen der erste Dampfschiff-Liniendienst zwischen Hamburg und Kingston upon Hull aufgenommen wurde.
1845 versuchte Sloman als erster Reeder mit einer Weltumsegelung für Passagiere touristische Kreuzfahrten anzubieten, fand jedoch nicht genügend Interessenten.
Für die Summe von 400.000 Mark Banco ließ Sloman bei einer englischen Werft einen für Atlantik-Passagen konzipierten propellergetriebenen Dampfer bauen, der am 29. Mai 1850 für den Linienverkehr nach New York in Dienst gestellt wurde und das erste hamburgische Übersee-Dampfschiff war. Mit dem nach Slomans Tochter getauften Schiff Helena Sloman wurde die erste regelmäßige transatlantische Dampfer-Verbindung überhaupt aufgenommen.
Im Oktober 1851 nahm Sloman für seine Reederei das erste deutsche Trockendock auf Steinwerder in Betrieb.
Am 26. September 1855 erwarb Robert Sloman, abseits seiner üblichen Geschäftsfelder, für 170.000 Konventionstaler mit dem Stadt-Theater das kurz zuvor bankrottgegangene größte Theater Hamburgs, das bis 1873 im Besitz der Familie Sloman verblieb. Im Jahre 1859 war die Reederei unter Robert Slomans Leitung mit 21 Schiffen zur größten Reederei Hamburgs aufgestiegen. 1865 gehörte Sloman zu den Mitbegründern der Deutschen Gesellschaft zur Rettung Schiffbrüchiger.
Als um 1869/70 an Bord des Schiffes Leibnitz zahlreiche Todesfälle auftraten, kam es zu persönlichen Angriffen auf den Eigner Robert Miles Sloman und einem Verfahren vor dem Hamburger Obergericht. Johann Carl Knauth war einer der Richter, die Sloman von allen Vorwürfen freisprachen; sie stellten fest, dass „die an Bord der ‚Leibnitz‘ stattgehabte große Sterblichkeit Folge von Cholera und nicht eine durch mangelhafte Räumlichkeiten, schlechte Verproviantirung oder Behandlung der Passagiere [...] gewesen ist“.
Sloman gehörte mit Johan Cesar Godeffroy, Johann Christian Jauch junior (1802–1880), Ernst Merck und Johann Heinrich Schröder zu den Initiatoren der Internationalen Landwirtschaftsausstellung 1863 auf dem Hamburger Heiligengeistfeld und zeichnete den Garantiefonds.
1867 starb Robert Miles Sloman, zwei Wochen nachdem er mit seiner Frau Gundalena, Tochter des friesischen Grönlandfahrers Hinrich Braren, diamantene Hochzeit gefeiert hatte. Er hinterließ fünf Kinder, darunter die Schriftstellerin Eliza Wille (1809–1893) und Robert Miles Sloman jr. (1812–1900), der die Geschäftsführung der väterlichen Reederei übernahm. Sechs weitere Kinder waren im Kindesalter verstorben. Der Hamburger Jurist Henry B. Sloman (1812–1867) war sein Neffe, der namensgleiche Hamburger Salpeterimporteur Henry B. Sloman sein Großneffe.
Von 1859 bis 1861 gehörte Sloman der Hamburgischen Bürgerschaft an.

## Schriften
- Bemerkungen über die Anwendbarkeit der Kratz-Maschine, veranlaßt durch die Schrift des Herrn Wasserbau-Direktor Hübbe. Hamburg 1844 (uni-hamburg.de).
- Die Entwicklung der Hamburger Reederei. Zwanglose Erinnerungen. In: Hamburgische Börsen-Halle. Nachmittag-Ausgabe, 11. September 1890, S. (1), (Digitalisat, S. 7) (Fortsetzung) In: Hamburgische Börsen-Halle. Nachmittag-Ausgabe, 12. September 1890, S. (1), (Digitalisat, S. 7) und (Schluß) In: Hamburgische Börsen-Halle. Nachmittag-Ausgabe, 13. September 1890, S. (1), (Digitalisat, S. 7)
- Einige Bemerkungen über meine Reise nach England im Jahre 1829 für meine Kinder und Kindeskinder (Hamb. 1894)
- Einige Aufzeichnungen aus dem jugendlichen Geschäftsleben meines Vaters in Antwerpen und Tönning: 1801-1807 (Hamb. 1899)